# 诺拉·斯坦顿·巴尼

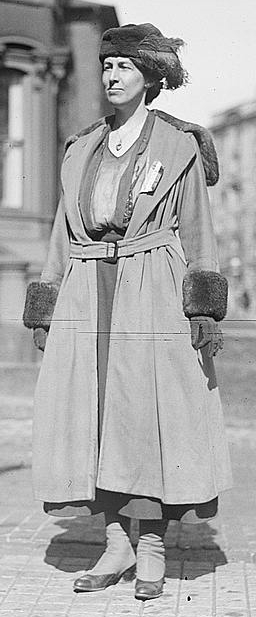

诺拉·斯坦顿·布拉奇·巴尼（Nora Stanton Blatch Barney，1883年9月30日—1971年1月18日）是一位英格兰出生的美国土木工程师，建筑师和主张妇女参政主义者。巴尼是第一批在美国获得工程学位的女性。她是美国女权主义者，社会活动家，废奴主义者，以及早期女权运动的领军人物伊丽莎白·卡迪·斯坦顿的外孙女。

## 早年生活
1883年，她出生于英格兰貝辛斯托克，出生时名为诺拉·斯坦顿·布拉奇，母亲是伊丽莎白·卡迪·斯坦顿的女儿哈里奥特·伊顿·斯坦顿，父亲是威廉·布拉奇。她于1897年开始在纽约的Horace Mann学校学习拉丁语和数学，并于夏天返回英国。他们一家于1902年搬到了美国。诺拉曾就读于康奈尔大学，于1905年毕业，获得土木工程学位。她是康奈尔大学第一位女性工程专业毕业生。同年，她被美国土木工程师协会（ASCE）接纳为初级会员，并开始为纽约市供水委员会工作。她还于1905-06年在美国桥梁公司工作。
受到母亲和外祖母的影响，诺拉也积极参与日益扩大的妇女参政权运动。她是美国土木工程师协会的第一位女性成员，在那里她只被允许成为初级会员，并在1916年因为性别而被拒绝晋升为准会员。当时，女性只被录取为初级会员。1916年，她起诉美国土木工程师协会（ASCE）在她满足所有要求的情况下仍然拒绝接纳她为正式会员。布拉奇败诉，十年来没有一位女性成为ASCE正式会员。2015年，她被追授ASCE研究员身份。

## 与李·德富雷斯特的婚姻
1908年，她与发明家李·德富雷斯特结婚，并帮助管理他为推广他的发明和无线电新技术而成立的一些公司。这对夫妇在欧洲度蜜月时来推销德富雷斯特开发的无线电设备。然而，这对夫妇仅在一年后就分居，主要是因为德富雷斯特坚持认为诺拉应该辞去她的职业而成为一名传统的家庭主妇。不久之后在1909年6月，诺拉生下了他们的女儿Harriot。1909年，她开始担任Radley钢铁建筑公司的工程师。她于1911年与德富雷斯特离婚。离婚后，她继续了自己的工程师生涯，为纽约州公共服务委员会工作。

## 以后的生活
1919年，诺拉与海洋建筑师Morgan Barney结婚。他们的女儿Rhoda Barney Jenkins于1920年7月12日出生于纽约，是一位建筑师和社会活动家。诺拉继续为争取妇女平等权利和世界和平而努力，并于1944年发表了《World Peace Through a People's Parliament》一书。
诺拉在1971年1月18日在康涅狄格州格林尼治去世前一直是一位地產發展商和政治活动家。

## 延伸阅读
- . 大英百科全书 Online.   [2008-06-01]. （原始内容存档于2008-05-09）.
- . IEEE Global History Network. 电气电子工程师学会.   [2009-01-14]. （原始内容存档于2010-07-07）.
- Hijiya, James A. . Lehigh University Press. 1992: 78–87. ISBN 0-934223-23-8.